# Øresund

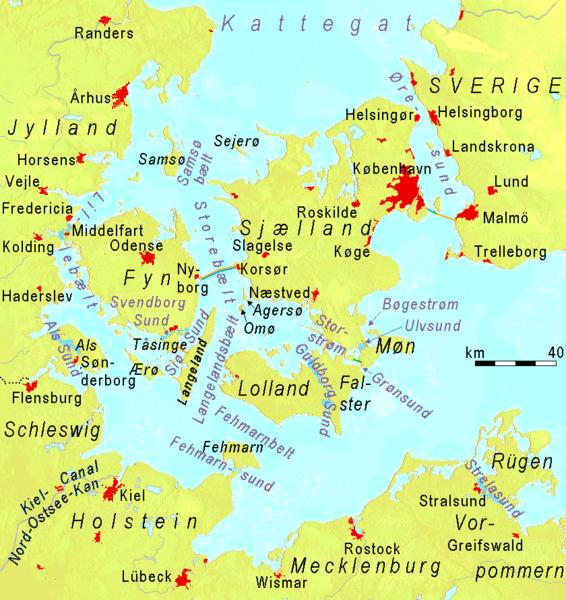
Eo biển Oresund

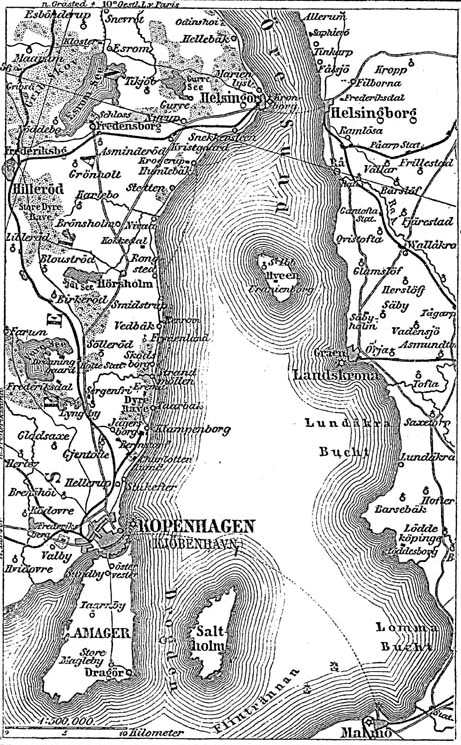
Bản đồ đường bờ biển Đan Mạch ở phía tây, đường bờ biển Thụy Điển ở phía đông. Yừ năm 1888.

Eo biển Oresund (tiếng Đan Mạch: Øresund; tiếng Thụy Điển: Öresund) là eo biển ngăn cách đảo Zealand (Đan Mạch) với vùng Scania (nam Thụy Điển) và là eo biển lớn thứ nhì của Đan Mạch, sau Eo biển Storebælt và Eo biển Lillebælt.

## Địa lý
Eo biển Oresund dài 118 km, rộng từ 4 tới 28 km. Phía bắc giáp vùng biển Kattegat, theo đường thẳng từ Gilbjerg Hoved (Zealand, Đan Mạch) tới Kullen (tây nam Thụy Điển). Phía nam giáp biển Baltic theo đường thẳng từ tháp hải đăng ở Stevns (Zealand, Đan Mạch) tới Skanör med Falsterbo (tây nam Thụy Điển).
Chiều sâu trung bình của eo biển này là khoảng 11 m. Tuy nhiên eo cũng gồm các vịnh có chiều sâu khoảng 40 m, vd. ở quãng hẹp 4 km giữa Helsingør (cực đông đảo Zealand) và Helsingborg (tây nam Thụy Điển).
Nền đáy của eo rất khác biệt, tuy nhiên có thể nói chung là các vùng nước nông có nền đáy bằng cát, các vùng nước sâu có nền đáy bằng đất sét và đất bùn. Ở vài vùng nhỏ cũng có các tảng đá ngầm. Một số nơi ở Vịnh Køge cũng có các chỏm đá vôi trồi lên. Giữa đảo Amager (Zealand) và Malmö (Thụy Điển) có một lớp băng tích cũ hình vòng cung tên là Drogden Sill, nơi nước không sâu quá 10 m.
Khoảng 25% lượng nước luân chuyển giữa biển Baltic với vùng biển Kattegat/Bắc Hải thông qua eo biển Oresund. Thông thường, dòng nước trên bề mặt chảy lên phía bắc dẫn theo nước lợ từ biển Baltic lên vùng biển Kattegat. Từ Kattegat, dòng nước mặn chảy ngầm dưới đáy ngược về biển Baltic. Hai lượng nước lợ và nước mặn này không trộn lẫn với nhau trong tình trạng biển yên gió lặng, mà tạo thành một lớp dị biệt nhiệt (lớp nước có sự quá độ nhiệt giữa lớp trên và lớp dưới) với mức gradient lớn. Lớp nước dị biệt nhiệt này thường nằm ở độ sâu 10–12 m. Chỉ trong trường hợp rất hiếm thì gió mới đủ sức mạnh chuyển nước mặn từ Kattegat thẳng vào biển Baltic.

## Lịch sử
Trước đây eo biển Oresund thuộc Đan Mạch. Đan Mạch kiểm soát eo biển này bằng 2 pháo đài, một là pháo đài Kronborg ở bờ tây, đặt tại Helsingør (đảo Sjælland) và pháo đài Kärnan ở bờ đông, đặt tại Helsingborg (Thụy Điển ngày nay), nơi eo biển hẹp nhất (chỉ rộng 4 km). Tới năm 1658 Đan Mạch phải nhượng các vùng Scania (Skåne), Halland và Blekinge (nay là nam Thụy Điển) cho Thụy Điển theo Hòa ước Roskilde thì eo biển Oresund trở thành biên giới chung giữa Đan Mạch và Thụy Điển.
Năm 1429 vua Đan Mạch Erik af Pommern (Erik VII) lập ra sắc thuế đánh vào các tàu giao thông qua eo biển này, gọi là Øresundstolden. Các tàu đi qua phải ghé vào Helsingør nộp thuế. Nếu tàu nào không nộp thì các súng đại bác từ 2 pháo đài 2 bên sẽ bắn chìm tàu. Năm 1567, thuế này được qui đổi thành 1-2% trị giá chuyến hàng chở trên tàu. Để đề phòng các tàu trốn thuế chạy theo đường khác, Đan Mạch cũng áp dụng thuế này cho khu vực eo biển Storebælt và Lillebælt. Đây là khoản thu nhập khá lớn cho hoàng triều Đan Mạch từ nhiều thế kỷ.
Tới năm 1857, Thỏa ước Copenhagen mới bãi bỏ sắc thuế này, đồng thời biến cả ba eo biển Oresund, Storebælt và Lillebælt thành đường hàng hải quốc tế, cho các tàu quân sự cũng như thương mại tự do giao thông. Bù lại, Đan Mạch được bồi thường 1 lần số tiền 33,5 triệu rigsdaler (đơn vị tiền đúc bằng bạc của Đan Mạch thời đó).
Ngày 1 tháng 7 năm 2000, đã khai trương cầu Oresund (và đường hầm) qua eo biển này do Đan Mạch và Thụy Điển cùng chung xây dựng và điều hành.

## Các thành phố lớn ở hai bờ eo biển Oresund
Phía Đan Mạch:
- Helsingør (46.300 dân, năm 2012)
- Copenhagen (1.974.542, 2012)
- Køge (35.295, 2012)

Phía Thụy Điển:
- Helsingborg (97.122, năm 2010)
- Landskrona (30.499, 2010)
- Malmö (280.415, 2012, dân cư đô thị)